# Micrurus pachecogili
Micrurus pachecogili (пуебланський кораловий аспід) — вид отруйних змій родини аспідових (Elapidae). Ендемік Мексики.

## Поширення і екологія
Пуебланські коралові аспіди відомі з типової місцевості, розташованої в муніципалітеті Сапотітлан-Салінас на південному сході Пуебли, на висоті 1500 м над рівнем моря. Вони живуть в напівпустельних кактусових і мескітових чагарниках. Ведуть нічний або присмерковий спосіб життя. Відкладають яйця.